# 笠原康明
笠原 康明（かさはら やすあき、生没年不詳）は、戦国時代 から安土桃山時代にかけての武将。後北条氏の家臣。北条氏政の側近。北条家朱印状の奉者として活躍した。

## 生涯
康明は、弘治2年（1556年）4月から史料に見られ、官途名藤左衛門尉を称している。
永禄2年（1559年）の役帳では、康明は伊豆国奈古谷、相模国東郡泉郷、武蔵国八朔の合計191貫180文を領している。
康明は武蔵岩付領の国衆太田氏への取次（小指南）を務めた。永禄10年（1567年）9月、同領を支配していた太田氏資が三船山合戦で戦死したことにより、同領が接収されると、岩付城城代として北条氏繁が入り、康明はその領域支配を担当し、取り次ぐ、奉行人となった。天正3年（1575年）に康明は岩付領関係の北条家裁許朱印状に署判しており、岩付領に関する事柄に限り、北条家内で、評定衆も務めている。
天正3年 - 5年ごろ（1575年 - 1578年ごろ）、康明は北条氏政の次男太田源五郎が岩付太田氏の名跡を継ぐと、その後見を務めている。この時、康明は源五郎の入城をめぐって、氏繁と対立し、義絶状態になっている。康明はこのころから受領名越前守を称している。康明は天正15年（1587年）2月ごろから上野国厩橋城に在城した。